# Жан (кратер)
Вижте пояснителната страница за други значения на Жан.
Жан (на английски: Jeanne) е ударен кратер разположен на планетата Венера. Той е с диаметър 19,4 km, и е кръстен на Жан – френско име.
Летящ астероид ударил югозапад диагонално по повърхността на равнина Гуиневир Планитиа. Материя хвърлен от ръба на кратера обхвана района с характерна триъгълна форма. Палци, разположени на северозапад от кратера е били създадени, когато материалите се разтопи от въздействието течеше надолу по склона.